# Sideritis aranensis
Sideritis aranensis là một loài thực vật có hoa trong họ Hoa môi. Loài này được (Font Quer) D.Rivera & Obón miêu tả khoa học đầu tiên năm 1990.